# Dolphin (браузер)
Dolphin Browser — проприетарный веб-браузер компании MoboTap Inc., предназначенный для смартфонов и планшетных компьютеров на базе операционных систем Android, Bada и iOS. Dolphin Browser использует браузерный движок WebKit. Распространяется браузер бесплатно.
Dolphin Browser был создан в 2009 году. Позднее, в марте 2010 года в Сан-Франциско была создана компания MoboTap Inc., которая занялась его дальнейшей поддержкой и разработкой.
Браузер поддерживает расширения и управление жестами. На сегодняшний день браузер существует в нескольких версиях, например облегчённая версия Dolphin Browser Mini предназначена для маломощных устройств.
В мобильной операционной системе Bada, Dolphin Browser являлся браузером по умолчанию.

## Характеристики

### Основные возможности
Управление жестами.
Браузер позволяет пользователю самостоятельно создавать произвольные жесты, которые затем можно использовать для навигации по страницам. Есть также жесты, которые используются для управления самим браузером. Например, потянув за край экрана можно открыть боковую панель.
Управление голосом.
Для набора текста в поисковой строке и навигации можно использовать голос. Эта опция называется Dolphin Sonar.
Расширения.
По аналогии с большинством настольных браузеров, Dolphin поддерживает работу расширений. Каждое расширение устанавливается, как отдельное приложение для Android. Версия браузера для iOS расширений не поддерживает.
Вкладки.
Как и другие браузеры, Dolphin позволяет открывать несколько вкладок. В отличие от других браузеров, при использовании на смартфонах эти вкладки расположены в виде закладок в верхней части страницы, как на настольных и планшетных компьютерах.
Браузер поддерживает технологию Flash. Также он позволяет маскировать User Agent под таковой настольного браузера, чтобы избежать автоматического открытия упрощённых мобильных версий некоторых сайтов.

### Версии
Кроме основной версии владельцам устройств на операционной системе Android доступны для загрузки несколько дополнительных версий. Версия Dolphin Browser Mini предназначена для маломощных устройств и имеет меньший размер установочного файла. Dolphin Jetpack, по утверждению разработчиков, обладает более высокой скоростью работы за счёт использования аппаратного ускорения. Также доступна для скачивания бета-версия разновидности Dolphin, ориентированной только на планшетные компьютеры и бета основной версии.
В 2011 году стала доступна версия браузера для iOS. По сравнению с версией для Android она содержит некоторые ограничения, обусловленные политикой Apple по отношению к разработчикам браузеров.

## Проблемы конфиденциальности
В октябре 2011 года были подняты вопросы конфиденциальности в отношении браузера Dolphin после того, как было обнаружено, что все URL, загруженные в Dolphin HD, ретранслируются в виде простого текста на удаленный сервер, процесс, описанный Ars Technica как «недвусмысленное нарушение конфиденциальности». Это нарушение было исправлено в следующем обновлении.